# План сонтаранців
План сонтаранців (англ. The Sontaran Stratagem) — четвертий епізод четвертого сезону поновленого британського науково-фантастичного телесеріалу «Доктор Хто». Уперше транслювався на телеканалі BBC One 26 квітня 2008 року. Епізод та його продовження «Отруєне небо» були написані Хелен Рейнор, яка раніше писала пов'язані між собою епізоди «Далеки на Манхеттені» та «Еволюція далеків» у третьому сезоні телесеріалу.
В епізоді «План сонтаранців» уперше після серії епізодів класичного телесеріалу «Два Доктори» (1985) з'являється інопланетна раса сонтаранців, а також колишня супутниця Доктора Марта Джонс (грає Фріма Аджимен), яка востаннє до цього з'являється в епізоді «Останній володар часу». Події епізоду відбуваються на Землі початку 21-го століття, де Марта та UNIT викликають Доктора (Девіда Теннанта) за допомогою щодо ATMOS — революційного «зеленого» винаходу, встановленого на 400 мільйонів автомобілів по всьому світу: система супутникової навігації, яка також зменшує викиди вуглекислого газу до нуля. Пізніше виявляється, що ATMOS є частиною плану сонтаранців, з використанням якого буде отруєна атмосфера Землі.
Шоуранер Расселл Ті Девіс розглядав можливість повернення сонтаранців після поновлення серіалу і хотів показати зміни в особистості Марти після її від'їзду. Епізод, який переглянули 7,06 мільйона глядачів, отримав 87 балів за індексом оцінки. Критики давали загалом позитивні відгуки, хвалячи повернення сонтаранців, гру генерала Стаала Крістофером Раяном, та сценарій Райнор. Також стверджувалось покращення її сценаріїв порівняно з попередніми епізодами.